# Episodi di The Practice - Professione avvocati (prima stagione)
La prima stagione della serie televisiva The Practice - Professione avvocati è composta da 6 episodi ed è stata trasmessa negli Stati Uniti sul canale ABC dal 4 marzo 1997 all'8 aprile 1997.
In Italia è stata trasmessa da Rai 2 dal 2 luglio 2001 al 9 luglio 2001.
| nº | Titolo originale | Titolo italiano      | Prima TV USA   | Prima TV Italia |
| -- | ---------------- | -------------------- | -------------- | --------------- |
| 1  | Pilot            | Non sono colpevole!  | 4 marzo 1997   | 2 luglio 2001   |
| 2  | Part I           | Legittima difesa     | 11 marzo 1997  | 3 luglio 2001   |
| 3  | Trial and Error  | Giudice e giurie     | 18 marzo 1997  | 4 luglio 2001   |
| 4  | Part IV          | Una questione morale | 25 marzo 1997  | 5 luglio 2001   |
| 5  | Part V           | Omicidio colposo     | 1º aprile 1997 | 6 luglio 2001   |
| 6  | Part VI          | Giustizia è fatta!   | 8 aprile 1997  | 9 luglio 2001   |